# Sledging biscuits
Sledging biscuits (doslovně přeloženo z angličtiny jako sáňkové sušenky) jsou tvrdé, trvanlivé sušenky, které se vyrábějí z mouky, soli, másla, vody a jedlé sody. Tyto sušenky jsou nejčastěji podávány během expedicí v Antarktidě, protože jsou trvanlivé a mají vysokou energetickou hodnotu. Mohou se podávat s máslem, pomazánkou marmite nebo sýrem. Z těchto sušenek se také může vyrábět kaše zvaná hoosh, která se kromě sušenek sledging biscuits skládá ještě z vody a pemikanu.